# 日據時代的十種生存法則
《日據時代的十種生存法則》是客家電視台播出的電視劇，2019年4月8日首播，以客語、日語、台語發音。此劇改編自台灣文學家賴和的五部經典文學作品《豐作》、《浪漫外紀》、《一桿稱仔》、《前進》、《蛇先生》，抽取其中的經典人物和情節，融合改編為12集戲劇。此劇製作團隊曾以《台北歌手》在第53屆金鐘獎獲得5項獎座，製作人為高君亭、陳南宏，導演為林宏杰，編劇群包括陳南宏、徐凱嘉、吳岱芸、吳宗叡、林宏杰。主要演員為吳政迪、石知田、張寗。

## 故事大綱
個性耿直的哥哥秦德隆原本在台北就讀醫校，因莫名捲入殺人案而逃回老家威麗村，弟弟秦德參是村中蔗農，最關心的是如何賺錢翻身。秦得隆向來厭惡日本殖民體制，秦德參為了生存而設法討好日本警察，兩人想法迥異，卻同時對在警察宿舍幫傭的羅秀芳產生好感。不久，弟弟得到甘蔗價格即將上漲的消息，於是向其他蔗農提出保證收購的辦法，不料事與願違，欠下大筆債務。哥哥為了替弟弟還債而向友人借款，卻因此捲入日本特高肅清左翼分子的風波，兄弟情誼在嚴酷的殖民體制下受到種種考驗。

## 演員列表

### 主要演員
| 演員   | 角色   | 介紹 | 登場集數 |
| 吳政迪 | 秦得參 | 見風使舵，鬼靈精怪，威麗村土霸王，為了改善家計，供應哥哥北上念醫學校，無所不用其極想盡各種辦法賺錢，那些什麼讀書人的抱負不能當飯吃，賺大錢才是唯一的生存之道。                     | 全劇     |
| 張寗   | 羅秀芳 | 文靜柔弱，忍氣吞聲的警察宿舍女傭，經常受日本人欺負踐踏，堅信知識能夠帶他脫離貧困的秀芳，心裡明白，這是小小威麗村裡最容易接受到人脈與新知的地方，只要努力，有一天，終能脫胎換骨。   | 全劇     |
| 石知田 | 秦得隆 | 滿腹理想，氣質翩翩的醫學生，正想大展身手時，意外涉及命案逃回家鄉，所幸貴人相助，默默地開起醫館和國語習字所，別於弟弟得參的荒誕搞怪，得隆回歸現實面，從醫病醫人，再到醫好整個社會。 | 1-2,5-12 |

### 其他演員
| 演員     | 角色     | 介紹 | 登場集數      |
| 王自強   | 鈴木亮平 | 小奸小惡，平庸魯莽的威麗村派出所所長，被派到不毛之處的殖民地，瞧不起這次等文明的台灣人，認為台灣人就是豬，一頭好豬只要好好聽話，不必教育，因為豬怎麼教也教不會。                                 | 1-7,12        |
| 蔭山征彥 | 本田秀夫 | 友愛殖民地人民如己出的日本警察，認為台灣人也是日本國民之一，只是欠缺文明教育，有志難伸的本田雖然委身鈴木所長淫威之下，但他相信，總有一天，時代會證明他的理想抱負才是真正的殖民者風範。           | 1-2,4-7,12    |
| 鍾政均   | 楊孟安   | 台灣共產黨彰化分部的主要窗口，手中掌握重要名冊，孟安非常看重得隆，認為有理想又有行動力的得隆若能加入共產黨，勢必能有所作為，於是，得隆返鄉後，孟安傾其所能協助他，希望一步步靠近得隆，吸收得隆。 | 1-4,11        |
| 汪禹丞   | 劉木成   | 安份守己，只求風平浪靜的製糖會社小小職員，是秦得參幼時班上的前三名，雖然年少就求得一份好工作，反倒羨慕秦得參能做個自由自在，膽大勇直的點子王，是他一輩子怎麼也追不上的車尾燈。                   | 2,4-6,8-10,12 |
| 潘慧如   | 玉姐     | 在威麗村菜市場擺算命攤，是從隔壁村嫁過來的河洛人，大喇喇的個性為人良善，總是笑臉迎人，相較於怕事的賣菜丈夫阿比，玉姐認為對的事情就應該堅持，日本人不是說他們是講道理的嗎？那就應該據理力爭才對。 | 1-2,5-12      |

### 客串演出
| 演員       | 角色       | 介紹                 | 登場集數 |
| 岡本孝     | 山葉正彥   |                      | 1        |
| 白川祐平   | 大谷亮平   |                      | 1        |
| 張田宜辰   | 永尾完治   |                      | 1,11-12  |
| 游安順     | 賴和       |                      | 1,4,12   |
| 陳文彬     | 秦父       | 秦得隆、秦得參父親   | 5        |
| 吳定謙     | 高桑       |                      | 7        |
| 楊小黎     | 女特務     |                      | 8,12     |
| 溫吉興     | 阿比       |                      | 10       |
| 加賀美智久 | 豐田純平   |                      | 11       |
| 張亞莉     | 劉木成母   |                      | 11-12    |
| 蔡天嘉     | 汪晏駒     | 秦得隆台北醫學校同學 | 1-2      |
| 李晏駒     | 邱明華     | 秦得隆台北醫學校同學 | 1-2      |
| 各務孝太   | 小林喜多男 | 秦得隆台北醫學校同學 | 1-2      |

## 電視劇歌曲
| 曲序 | 曲目           |      | 作曲   | 演唱   | 时长 |
| ---- | -------------- | ---- | ------ | ------ | ---- |
| 1.   | 前進（片頭曲） |      | 余政憲 |        | 0:40 |
| 2.   | 相思（片尾曲） | 賴和 | 呂長運 | 張潔晰 | 4:18 |

## 獎項紀錄
| 年份   | 頒獎典禮     | 獎項             | 入圍者                                 | 結果 |
| ------ | ------------ | ---------------- | -------------------------------------- | ---- |
| 2019年 | 第54屆金鐘獎 | 戲劇節目獎       | 《日據時代的十種生存法則》             | 提名 |
| 2019年 | 第54屆金鐘獎 | 戲劇節目編劇獎   | 陳南宏、吳岱芸、徐凱嘉、林宏杰、吳宗叡 | 提名 |
| 2019年 | 第54屆金鐘獎 | 戲劇節目導演獎   | 林宏杰                                 | 提名 |
| 2019年 | 第54屆金鐘獎 | 戲劇節目男主角獎 | 吳政迪                                 | 提名 |
| 2019年 | 第54屆金鐘獎 | 戲劇節目男配角獎 | 蔭山征彥                               | 提名 |
| 2019年 | 第54屆金鐘獎 | 戲劇節目女配角獎 | 張寗                                   | 提名 |

## 播出時間
| 频道          | 所在地 | 播映日期      | 播出時間          | 備註 |
| ------------- | ------ | ------------- | ----------------- | ---- |
| 客家電視台    | 臺灣   | 2019年4月8日  | 週一至週四 22：00 |      |
| 公視+         | 臺灣   | 2019年4月8日  | 週一至週四 22：00 |      |
| 酷瞧          | 臺灣   | 2019年4月10日 | 週三至週六 12：00 |      |
| LINE TV       | 臺灣   | 2019年4月10日 | 週三至週六 12：00 |      |
| KKTV          | 臺灣   | 2019年4月10日 | 週三至週六 12：00 |      |
| LiTV 線上影視 | 臺灣   | 2019年4月10日 | 週三至週六 12：00 |      |